# Казенна Заїмка
Казе́нна За́їмка (рос. Казённая Заимка) — селище у складі Барнаульського міського округу Алтайського краю, Росія.

## Населення
Населення — 2332 особи (2010; 1050 у 2002).
Національний склад (станом на 2002 рік):
- росіяни — 94 %